# هادسون (حوزه سرشماری)، ماساچوست
هادسون (به انگلیسی: Hudson) یک منطقهٔ مسکونی در ایالات متحده آمریکا است که در شهرستان میدلسکس، ماساچوست واقع شده‌است. هادسون ۱۵٫۳ کیلومتر مربع مساحت و ۱۴٬۹۰۷ نفر جمعیت دارد و ۶۶ متر بالاتر از سطح دریا واقع شده‌است.